# Xiamaidi
Xiamaidi är en socken i Kina. Den ligger i provinsen Sichuan, i den sydvästra delen av landet, omkring 420 kilometer sydväst om provinshuvudstaden Chengdu. Antalet invånare är 3 163. Befolkningen består av 1 567 kvinnor och 1 596 män. Barn under 15 år utgör 32 %, vuxna 15-64 år 61 %, och äldre över 65 år 6,0 %.
Genomsnittlig årsnederbörd är 1 207 millimeter. Den regnigaste månaden är juli, med i genomsnitt 346 mm nederbörd, och den torraste är januari, med 1 mm nederbörd.